# 339 (numero)
Trecentotrentanove (339) è il numero naturale dopo il 338 e prima del 340.

## Proprietà matematiche
- È un numero dispari.
- È un numero composto da 4 divisori: 1, 3, 113, 339. Poiché la somma dei suoi divisori propri è 117 < 339, è un numero difettivo.
- È un semiprimo poiché è il prodotto di due numeri primi: 3, 113.
- È un numero omirpimes.
- È un numero fortunato.
- È parte delle terne pitagoriche (45, 336, 339), (339, 452, 565), (339, 6380, 6389), (339, 19152, 19155), (339, 57460, 57461).
- È un numero di Ulam.

## Astronomia
- 339P/Gibbs è una cometa periodica del sistema solare.
- 339 Dorothea è un asteroide della fascia principale del sistema solare.

## Astronautica
- Cosmos 339 è un satellite artificiale russo.